# 扎比内·舒特-克里
扎比内·舒特-克里（Sabine Schut-Kery，1968年9月10日—），美国女子马术运动员，2015年泛美运动会团体盛装舞步赛金牌得主、2020年夏季奥林匹克运动会团体盛装舞步赛银牌得主。